# Dusona crassiventris
Dusona crassiventris är en stekelart som beskrevs av Horstmann 2004. Dusona crassiventris ingår i släktet Dusona och familjen brokparasitsteklar. Inga underarter finns listade i Catalogue of Life.